# 南陽市民体育館
南陽市民体育館（なんようしみんたいいくかん）は、山形県南陽市に位置する南陽市中央花公園内における中核的施設である。

## 概要
南陽市は1994年度から自治省の「まちづくり総合事業」として採択された「南陽市中央花公園整備事業」を開始した。この整備事業は、置賜広域行政事業組合が策定した「花咲き人成るいきいき置賜」一環として進められた。
南陽市民体育館は、中央花公園の敷地のほぼ中央に整備され、1996年10月1日、オープンした。主要施設として、メインアリーナ、サブアリーナ、武道場、トレーニングルーム、研修室などがある。総工費は約39億円。
中央花公園は、さくらを主体とした約300本の樹木のほか、置賜地方の3市5町の花木を配し、屋外イベント会場としても利用可能な公園として整備した。このほか、体育館に隣接して竣工した南陽市斎場「しらぎく」が、2006年4月1日から供用を始めたほか、2008年には各種大型遊具で遊べる人工芝の広場である「ドリームランド」も園内にオープンしている。

## 開館時間・休館日
開館時間
- 午前9:00 - 午後9:30

休館日
- 年末年始